# Казанская церковь (Дединово)
Казанская церковь (церковь Казанской иконы Божией Матери) — православный храм Русской православной церкви, расположенный в селе Дединово Луховицкого городского округа, в его заречной части (бывшая Львова слобода). Построена в середине XIX века. Объект культурного наследия регионального значения.

## История
Церковь сооружена в 1841—1845 гг. по заказу владельцев села, Толстых, на месте предыдущей каменной церкви постройки 1719 года. Колокольня выстроена в 1873 году на средства братьев Копытиных. В 1930-х гг. церковь закрыта, в 1960-х гг. были утрачены завершения. С 1990-х гг. церковь возвращена верующим. В 2020 году, после окончания реставрации, состоялось великое освящение церкви.

## Архитектура
Здание относится к стилю позднего классицизма. Выстроено из кирпича с белокаменными фрагментами. Имеет крестообразную форму в плане. Основной объём — высокий четверик, завершающийся купольной ротондой, с боковых сторон украшено тосканскими портиками. Трапезная двустолпная, с двумя приделами. Колокольня имеет четыре яруса с резонатором звона. Ярус звона цилиндрический. Колокольню украшают пилястры, ордер которых снизу вверх меняется с тосканского на ионический и коринфский. В церкви сводчатые перекрытия и пол из каменных плит.